# Байшады
Байшады (баш. Байшаҙы) — деревня в Бураевском районе Республики Башкортостан Российской Федерации. Входит в состав Тепляковского сельсовета.

## География

### Географическое положение
Расстояние до:
- районного центра (Бураево): 33 км,
- центра сельсовета (Тепляки): 7 км,
- ближайшей ж/д станции (Янаул): 101 км

## Население
| 2002 | 2009 | 2010 |
| ---- | ---- | ---- |
| 188  | ↘159 | ↘135 |

Согласно переписи 2002 года, преобладающая национальность — удмурты (93 %).